# Campaña de Túnez
La Campaña de Túnez (también conocida como Batalla de Túnez) constituye una serie de batallas que tuvieron lugar en Túnez durante la Campaña en África del Norte de la Segunda Guerra Mundial, entre las fuerzas del Eje y los Aliados.
Los efectivos aliados estaban compuestos por las Fuerzas imperiales británicas y las Fuerzas armadas estadounidenses, incluyendo también a contingentes polacos, griegos y tropas de la Francia Libre. La Campaña comenzó con una serie de éxitos iniciales de las fuerzas alemanas e italianas, pero la superioridad numérica de los aliados y sus mayores suministros condujeron al Eje a su derrota completa. Más de 230 000 tropas italianas y alemanas fueron hechas prisioneros de guerra, incluyendo la mayor parte del prestigioso Afrika Korps.

## Antecedentes

### Campaña del Desierto
Los dos primeros años de guerra en el Norte de África se vieron caracterizados por la falta de suministros y la incapacidad para proporcionar cualquier tipo de apoyo constante logístico concentrado. En febrero de 1941 llegó a Libia el Afrika Korps de Erwin Rommel para reforzar la situación militar de los italianos tras el mazazo que había supuesto la Operación Compass. Los británicos y los italo-germanos mantuvieron distintas escaramuzas hasta mediados de 1942, cuando las fuerzas de Rommel destrozaron las líneas aliadas en Gazala, capturaron la inexpugnable Tobruk y se internaron en Egipto hasta llegar a El Alamein, tan solo a 100 km de Alejandría y también de las bases británicas en el río Nilo y el Canal de Suez.
Para entonces la Royal Navy y la Marina italiana continuaban disputándose el dominio del Mediterráneo pero el control de la base inglesa en Malta permitía a la Royal Air Force interceptar los convoyes de suministros del Eje que abastecían a las fuerzas de Rommel y el Afrika Korps. Con el Octavo Ejército disfrutando de un abastecimiento constante de suministros, las fuerzas del Eje fueron expulsados hacia el oeste de Egipto tras la ruptura que siguió a la Segunda Batalla de El Alamein en noviembre de 1942.

### Operación Torch
En julio de 1942, los aliados acordaron posponer los previstos desembarcos en Europa por la falta de perspectivas de que se saldaran exitosamente. En su lugar, se acordó que los desembarcos se realizaran para asegurar los territorios de Vichy en el Norte de África: Marruecos, Argelia y Túnez, para a continuación empujar hacia el Este a las fuerzas del Eje en el Desierto occidental. Una ocupación de la totalidad de la costa del norte de África abriría el Mediterráneo para barcos aliados, liberando así la enorme capacidad necesaria para mantener el abastecimiento por la vuelta de la ruta indirecta a través de la Cabo de Buena Esperanza. Debido a la cercanía de Sicilia respecto a Túnez, los aliados esperaban que el Eje se movería en un rápido movimiento para ocupar el país tan pronto como se produjeran los desembarcos en la playa.

Mapa geográfico de Túnez durante la campaña de 1942-1943.

Con el fin de evitar esto, sería necesario ocupar Túnez lo más rápidamente posible después de los desembarcos tuvieran lugar. Sin embargo, había un límite de hasta qué qué punto máximo podían alcanzar los desembarcos de la Operación Torch debido a la creciente proximidad de los Aeródromos del Eje en Sicilia y Cerdeña, que a finales del mes de octubre tenían estacionados 298 aviones alemanes y 574 aparatos italianos. Los planes mantenían necesariamente un compromiso y Argel fue elegida para los desembarcos más orientales. Esto garantizaría el éxito de los desembarcos iniciales, a pesar de la incertidumbre de cómo reaccionarían las fuerzas francesas de Vichy. Una vez que Argel fuera asegurada, una pequeña fuerza (el Grupo Especial oriental) sería lanzada lo más rápidamente posible en una carrera para ocupar Túnez, cerca de 800 km de distancia a lo largo de carreteras en mal estado, en un terreno difícil y durante la lluviosa estación del invierno antes de que el Eje pudiera organizarse adecuadamente. Los aliados se dieron cuenta de que cualquier intento por alcanzar Bizerta y Túnez, antes de que el Eje pudiera establecerse, representaba una apuesta que dependía de la capacidad de su Marina y Fuerza aérea para retrasar la acumulación de fuerzas del Eje. La prevista Operación de Tunicia estaría bajo control directo del Cuartel General del Primer Ejército al mando del Teniente general Kenneth Anderson.
El 8 de noviembre, con la Operación Torch, son desembarcadas numerosas tropas aliadas al oeste de Túnez: en Argelia (Oran y Argel) y en Marruecos (Casablanca).

## Desarrollo de las operaciones

### La carrera por Túnez

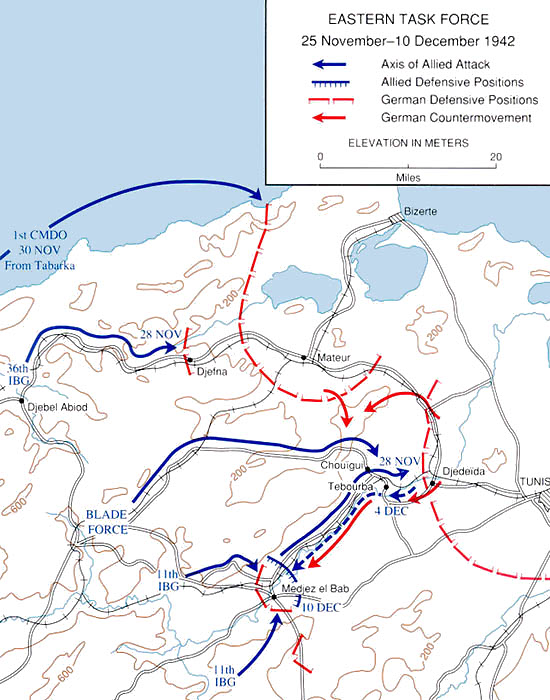
Mapa de las operaciones en Túnez entre las fuerzas del Eje y los Aliados entre noviembre y diciembre de 1942.

Para el 10 de noviembre había cesado la oposición francesa a los desembarcos de la Operación Torch, creando un vacío militar en Túnez. Inicialmente el plan del Estado Mayor aliado había obviado una fuerza de desembarco para Tunicia por la falta de fuerzas suficientes para destinarlas a ello. Como resultado, el Teniente General Kenneth Anderson debía enviar rápidamente una fuerza operativa desde Argelia antes de que las fuerzas del Eje pudieran establecer una fuerza defensiva en Túnez.
Las autoridades francesas de Vichy estaban dudosas en cuanto a quién apoyar, y mientras tanto mantuvieron abierto el acceso a sus aeródromos tanto para el Eje como para los aliados. No obstante desde el 9 de noviembre había informes aliados que hablaban de la llegada a los aeródromos de Túnez de 30 aviones alemanes, y para el día siguiente los reconocimientos aliados ya arrojaron una cifra de unos 100 aviones. Dos días después las fuerzas del Eje pusieron en marcha un puente aéreo que traería más de 15 000 hombres y 581 toneladas de equipo, junto a los buques de transporte que aportaron también 176 tanques, 131 piezas de artillería, 1152 vehículos y otras 13 000 toneladas de equipo. A finales de mes los alemanes habían desembarcado 3 divisiones, incluyendo la 10.ª División Panzer, mientras que los italianos habían desembarcado dos divisiones de infantería. El 12 de noviembre el alemán Walther Nehring fue nombrado comandante del recientemente formado LXXXX Cuerpo de Ejército, encargado del conglomerado de fuerzas alemanas en Túnez. Sin embargo el comandante francés de Tunicia, el General Barré, desconfiaba de las intenciones italianas y por esta razón decidió retirarse con sus tropas hacia el interior, a las montañas, y estableció allí una línea defensiva con las órdenes que se disparase a cualquiera que intentase cruzarla.
El 11 de noviembre, la 36.ª Brigada de Infantería británica había desembarcado en Bujía sin encontrar ninguna oposición, pero las dificultades logísticas le impidieron alcanzar la carretera a Túnez hasta el día 13. El Aeródromo de Bona fue ocupado al asalto por el 3.er Batallón de Paracaidistas, a lo que siguió la toma del puerto el día 12 por varios grupos de Comandos. El avance de la 36.ª Brigada británica le lleva a alcanzar Tabarka el 15 de noviembre y Djebel Abiod el día 18, donde tuvieron el primer enfrentamiento con las fuerzas del Eje. El día 19 el comandante alemán, Walter Nehring, solicitó a los franceses el tránsito de sus unidades a través de la línea defensiva que estos habían establecido en Medjez, a lo que el General Barré se resistió. Los alemanes los atacaron y fueron rechazados, aunque las bajas de las tropas francesas fueron tan elevadas que les obligaron a retirarse. Debido a esto, para el 22 de noviembre las unidades francesas que seguían combatiendo se unieron definitivamente a los aliados, al tiempo que los Alemanes reforzaban su posición en Túnez.

#### El Eje logra establecerse en Túnez

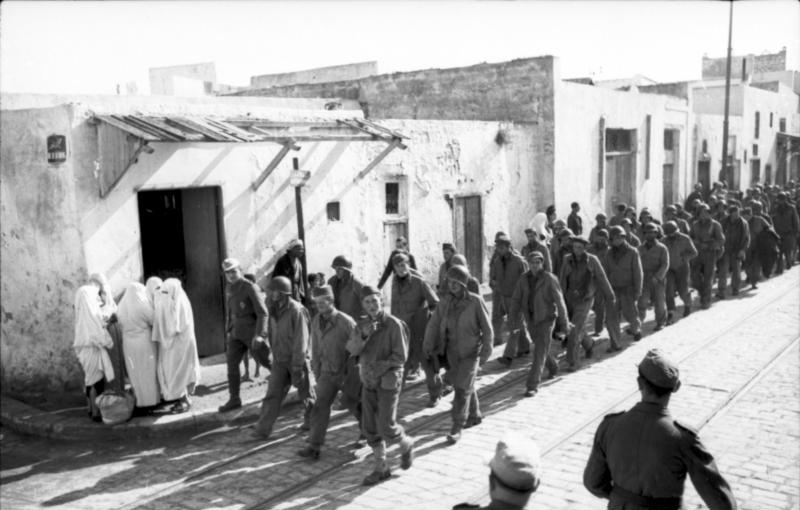
Prisioneros de guerra norteamericanos marchando en columna junto a sus guardas alemanes.

La Luftwaffe, disfrutando de la superioridad aérea local que poseía (en tanto que los aviones aliados tenían que volar desde sus distantes aeródromos de Argelia), acosó a las columnas aliadas por todo el camino. La columna británica en Djebel Abiod recibió algunos refuerzos pero vio detenido su avance durante 9 días. Entonces las distintas columnas aliadas se concentraron para un gran asalto el 24 de noviembre, aunque finalmente este no tuvo lugar debido a las lluvias torrenciales que cayeron en la zona y detuvieron todos los movimientos. Para el 26 de noviembre, aprovechando una retirada alemana, las unidades aliadas estaban en condiciones de entrar en Medjez sin oposición y al atardecer de aquel ya habían tomado posiciones en Terbourba (que también había sido evacuada por los alemanes), preparando sus avances hasta Djedeida. Sin embargo al día siguiente los alemanes atacaron las líneas aliadas, echando a perder esta nueva oportunidad.
Al atardecer del 2 de diciembre, un nuevo contraataque de las fuerzas del Eje liderado por el Mayor General Wolfgang Fischer, cuya 10.ª División Panzer acababa de llegar a Túnez, logró poner en retirada a algunas unidades de las Fuerzas aliadas y crear una situación peligrosa para estos. Los aliados se vieron obligados a luchar desesperadamente por mantener sus posiciones y retrasar el avance alemán por 4 días, hasta que pudieron retirarse ordenadamente a las colinas al oeste de Terbourba. Durante las dos semanas siguientes continuaron acumulando tropas y suministros en espera de lanzar una nueva ofensiva a finales de diciembre. El ataque principal comenzó la tarde del 22 de diciembre, y a pesar de la lluvia y la insuficiente cobertura aérea se lograron algunos progresos. Pero después de 3 días de combates sin ningún nuevo progreso, con las municiones descendiendo peligrosamente y las fuerzas ítalo-germanas concentrándose en mayor número, para el 26 de diciembre los Aliados hubieron de retirarse nuevamente a Medjez tras sufrir 20 743 bajas.

### Refuerzo de los dos bandos

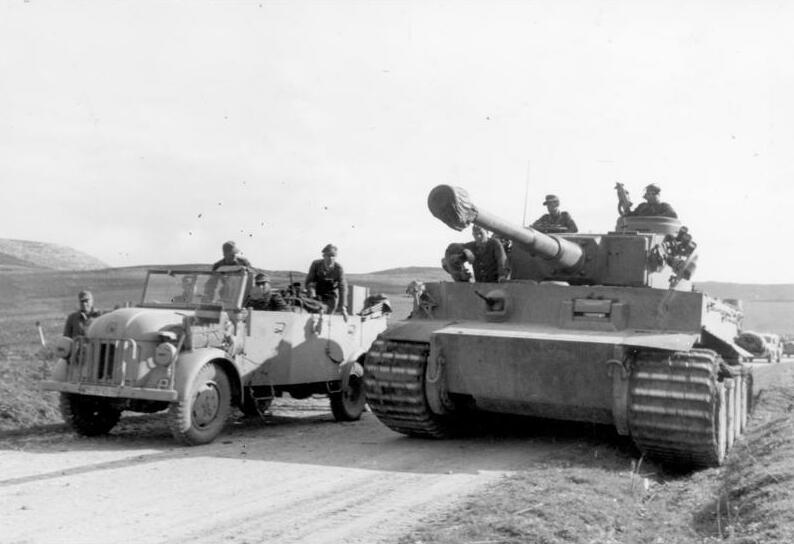
La llegada de los tanques Tiger I alemanes con las Divisiones Panzer supuso una desagradable sorpresa para las fuerzas aliadas, que todavía desconocían el potencial de este carro de combate.

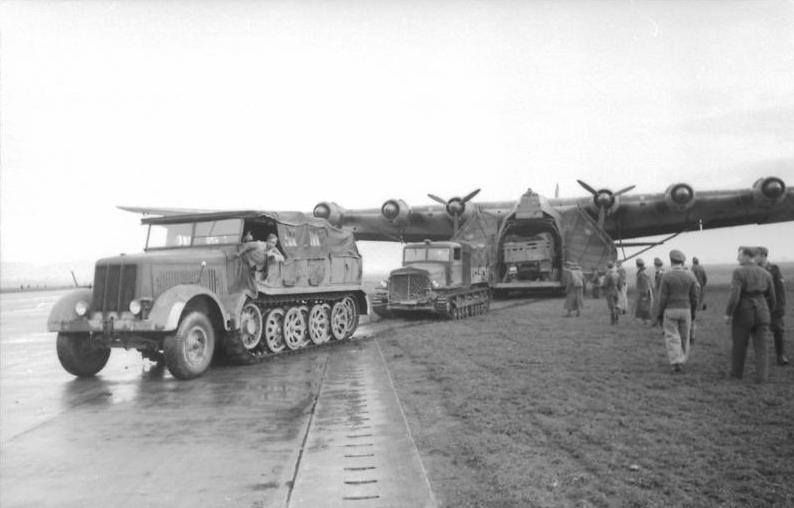
Semiorugas alemanes siendo desembarcados de un Messerschmitt Me 323 en Túnez, diciembre de 1942.

Tras el punto muerto al que llegaron los Aliados, llegó el momento por el que ambos Ejércitos se reforzaron de cara a los próximos meses. En el lado de las Fuerzas del Eje el General Nehring fue sustituido por el Coronel General Hans-Jürgen von Arnim, que el 8 de diciembre había llegado a Túnez para mandar el recién creado 5.º Ejército Panzer. Las fuerzas con las que disponía esta unidad eran escasas aunque, antes de que Von Arnim marchara para África, Hitler le había asegurado en una entrevista que su nuevo ejército contaría al menos con una fuerza de 3 divisiones mecanizas y otras 3 divisiones motorizadas. A pesar de que los aliados intentaron impedir el paso de convoyes del Eje que reforzaran sus fuerzas en Túnez, las distancias a cubrir por las Marinas británica y norteamericana hacían muy difícil interceptar los convoyes del Eje que además contaban con la cobertura aérea desde los aeródromos de Italia, Sicilia, Cerdeña y África. Desde mediados de noviembre al mes de enero, 243 000 hombres y 856 000 toneladas suministros o equipo llegaron a Túnez por mar o aire.
Mientras tanto el General Eisenhower, comandante en jefe de la Operación Torch, transfirió más unidades desde Marruecos y Argelia hacia el teatro de operaciones tunecino. En las siguientes semanas se concentraron a lo largo de este sector varios cuerpos de Ejército principalmente con tropas británicas, norteamericanas y francesas libres. Igualmente importante fue el considerable esfuerzo que los Aliados pusieron en la construcción de nuevos aeródromos y la ingente mejora en el abastecimiento de suministros. En ese sentido, los norteamericanos comenzaron a construir un complejo de bases de suministros en Argelia y la Tunicia con su centro en la base principal de Maknassy, en el borde oriental de las Montes Atlas y en una excelente posición para cortar en dos las líneas alemanas que se extendían desde la costa norte de Túnez hasta la Línea Mareth y la Tripolitania libia.

### El final
El 8 de mayo de 1943 se produjo la primera capitulación alemana de una fuerza militar significativa ante las fuerzas aliadas (tanto en la campaña como en la guerra), la 334.ª División de Infantería de la Wehrmacht. Su comandante, el Generalmajor Fritz Krause, fue el encargado de negociar con el entonces coronel Maurice Rose de la 2.ª División Acorazada los primeros detalles de lo que unos días después terminaría por ser la rendición incondicional germana en Túnez, el 15 de mayo.

## Resultado
De acuerdo con el historiador Williamson A. Murray:

"...la decisión de reforzar el Norte de África fue uno de los peores errores de Hitler: Es cierto que durante seis meses mantuvo cerrado el Mediterráneo, con un impacto negativo para los buques aliados, pero desplazó a algunas de las mejores tropas de Alemania en una posición indefendible desde la cual, como en Stalingrado, no habría escapatoria. Además Hitler comprometió a la Luftwaffe para combatir una guerra de desgaste en condiciones desfavorables, y por ello sufrió pérdidas que no podía permitirse el lujo de sufrir."

Ciertamente, la jugada desesperada del Eje solo había retrasado algo que era inevitable. Con el Norte de África ahora en manos aliadas, rápidamente los planes cambiaron para llevar a cabo un Invasión de Sicilia y, posteriormente, de la misma Italia.